# Euro
Euro (udtale: [ˈœwʁo], [ˈεwʁo] eller ['öwro]) (repræsenteret ved eurosymbolet: €) (EUR) er den officielle valuta i 20 af de 27 medlemslande i Den Europæiske Union, også kaldet eurozonen. En euro opdeles i 100 cents.
Euroen anvendes af ca. 344 mio. borgere i de 20 EU-lande, der tilhører eurozonen. Mindst seks lande uden for EU benytter ligeledes euroen som møntenhed. Euroen er valutaen i ØMU'en, og medlemslandene er underlagt en række krav til den økonomiske politik. Den nye europæiske valuta blev indført den 1. januar 1999
(1. januar 2002 blev euroen indført som fysisk betalingsmiddel) af Belgien, Finland, Frankrig, Grækenland, Nederland, Irland, Italien, Luxemborg, Portugal, Spanien, Tyskland og Østrig. Slovenien indførte euroen den 1. januar 2007, og Cypern og Malta fulgte efter 1. januar 2008. Slovakiet indførte euroen 1. januar 2009, og Estland indførte euroen den 1. januar 2011. Letland indførte euroen 1. januar 2014, i Litauen blev den indført 1. januar 2015 og i Kroatien 1. januar 2023.
Andre EU-lande skal tilslutte sig euroen, hvis visse kriterier er opfyldte. Danmark har længe opfyldt samtlige kriterier og kunne derfor indføre euroen om ønskeligt, men Danmark har et retsforbehold mod at skulle blive medlem af eurozonen. I 2019 var der ifølge eurobarometer 26 % af danskere, som gik ind for at Danmark skal have euroen.
Danmark stemte ved en folkeafstemning den 28. september 2000 nej til euroen (53,2% imod, 46,8% for). I 2008 bebudede daværende statsminister Anders Fogh Rasmussen en kommende ny euro-afstemning, men siden er spørgsmålet forsvundet fra den politiske dagsorden. Således afviste statsminister i 2024 Mette Frederiksen at bakke op om en ny folkeafstemning.
Sverige stemte ved en folkeafstemning den 14. september 2003 nej til euroen.
Den Europæiske Centralbank (ECB) i Frankfurt am Main har ansvaret for implementeringen af pengepolitikken i euroområdet, hvilket primært sker gennem fastsættelsen af de pengepolitiske styringsrenter. Blandt de økonomiske mål prioriteres bekæmpelse af inflation højest.
Der findes to serier af eurosedler. Den første serie består af syv forskellige seddelværdier: 5 €, 10 €, 20 €, 50 €, 100 €, 200 € og 500 €. Den anden serie – Europa-serien – består af seks seddelværdier. Med udstedelsen af 100- og 200‑eurosedlerne den 28. maj 2019 er serien komplet. Der bliver ingen ny 500-euroseddel. Møntserien består af otte mønter: 1 ¢, 2 ¢, 5 ¢, 10 ¢, 20 ¢, 50 ¢, 1 € og 2 €.
20¢-mønten har form som en "spansk blomst", hvilket vil sige den er rund med indadgående buer.

## Områder, hvor euroen bruges
| Medlemsland | Møntfod   | Fork. | kurs     | Tiltrædelse |
| ----------- | --------- | ----- | -------- | ----------- |
| Belgien     | franc     | (BEF) | 40,3399  | 2002        |
| Cypern      | pund      | (CYP) | 0,585274 | 2008        |
| Estland     | kroon     | (EEK) | 15,64664 | 2011        |
| Finland     | markka    | (FIM) | 5,94573  | 2002        |
| Frankrig    | franc     | (FRF) | 6,55957  | 2002        |
| Grækenland  | drakme    | (GRD) | 340,750  | 2002        |
| Holland     | gylden    | (NLG) | 2,20371  | 2002        |
| Irland      | pund      | (IEP) | 0,787564 | 2002        |
| Italien     | lire      | (ITL) | 1936,27  | 2002        |
| Kroatien    | kuna      | (HRK) | 7,53450  | 2023        |
| Letland     | lats      | (LVL) | 0,702804 | 2014        |
| Litauen     | litas     | (LTL) | 3,4528   | 2015        |
| Luxembourg  | francs    | (LUF) | 40,3399  | 2002        |
| Malta       | lire      | (MTL) | 0,429300 | 2008        |
| Portugal    | escudo    | (PTE) | 200,482  | 2002        |
| Slovakiet   | koruna    | (SKK) | 30,1260  | 2009        |
| Slovenien   | tolar     | (SIT) | 239,640  | 2007        |
| Spanien     | peseta    | (ESP) | 166,386  | 2002        |
| Tyskland    | mark      | (DEM) | 1,95583  | 2002        |
| Østrig      | schilling | (ATS) | 13,7603  | 2002        |

| Evt. kommende eurolande |         |                |
| Land                    | Møntfod | Indførelse     |
| Bulgarien               | lev     | 1. januar 2025 |
| Rumænien                | leu     | 1. januar 2029 |
| Polen                   | złoty   | Ukendt         |
| Tjekkiet                | koruna  | Ukendt         |
| Ungarn                  | forint  | Ukendt         |

For det første bruges euroen af de 20 medlemmer af ØMU'en: Belgien, Cypern, Estland, Finland (inkl. Ålandsøerne), Frankrig, Grækenland, Holland, Irland, Italien, Kroatien, Letland, Litauen, Luxemburg, Malta, Portugal, Slovakiet, Slovenien, Spanien, Tyskland og Østrig. Nogle områder uden for Europa betragtes som dele af deres moderlande og tilhører derfor denne kategori: Martinique, Guadeloupe, Fransk Guiana, Mayotte, Saint-Martin og Réunion (alle dele af Frankrig), Madeira og Azorerne (dele af Portugal), og De Kanariske Øer, Ceuta og Melilla (dele af Spanien).
Derudover anvender Monaco, San Marino og Vatikanstaten euro. De tre stater indgik aftale med Den Økonomiske og Monetære Union pr. 1. januar 1999 og fik ret til at udstede euro-mønter med deres egne nationale sider pr. 1. januar 2002. Andorra indgik aftale med Den Økonomiske og Monetære Union om benyttelse af euroen den 1. april 2012 med ret til at præge egne euromønter fra 1. juli 2013.
Montenegro og Kosova bruger også euro, men de har ingen formel aftale herom, og de udsteder derfor ikke deres egne euro-mønter.
Nogle franske territorier f.eks Saint-Barthélemy og Saint Pierre og Miquelon m.fl. bruger euroen, fordi de før benyttede franske franc.
Dertil kommer nogle valutaer, der benytter et såkaldt 'currency board', hvilket vil sige, at deres kurser er fastlåst over for euroen. Det drejer sig bl.a. om den CFA franc'en og Cape Verde-escudo'en.
Yderligere nogle valutaer holdes inden for et udsvingsinterval. Det drejer sig bl.a. om den danske krone, der deltager i ERM II-samarbejdet. Med udgangspunkt i en kurs på euroen på 7,46038 DKK ifølge ERM2-samarbejdet, må kursen på euro regnet i DKK højest afvige +/- 2,25% (fra 7,62823 til 7,29252).

## EU-lande, der ikke bruger euroen
Danmark har formelle undtagelser i traktaterne, der tillader landet at forblive udenfor. Det samme havde Storbritannien, indtil landet i 2020 forlod EU. De øvrige EU-lande skal i princippet indføre euroen, når de opfylder kravene. Det gælder også Sverige, som holdt folkeafstemning om spørgsmålet i 2003, hvor resultatet blev et nej. Daværende EU-kommissær for økonomiske og monetære anliggender Joaquín Almunia udtalte i 2006, at Sverige i princippet kunne bringes for EU-domstolen for ikke at indføre euroen.

## Euroens forgængere
Euroen erstattede ECUen i forholdet 1:1 i 1999. ECU'en selv var en erstatning for den europæiske regningsenhed (ERE, RE, UA eller EUA), der efter Bretton Woods-systemets sammenbrud blev indført som afløser for den tidligere enhed, der var knyttet til den amerikanske dollar. Det er denne kæde af europæiske valutaer og regningsenheder, der er årsag til, at euroen fra dens indførelse oprindelig var omtrent lig med en dollar.